# زاویرچیه
زاویرچیه (به لهستانی:  Zawiercie) یک منطقهٔ مسکونی در لهستان است که در شهرستان زاویرچیه واقع شده‌است. زاویرچیه ۸۵٫۲۴ کیلومتر مربع مساحت و ۵۱٬۸۶۲ نفر جمعیت دارد.

## خواهرخوانده
شهرهای ایبنزی، پونته لامبرو، کامیانتس-پودیلسکیی، برنهایم (راینلند)، دلنی کوبین و سن جیووانی لا پونتا خواهرخوانده‌های زاویرچیه هستند.